# Estela de la Granja del Toriñuelo

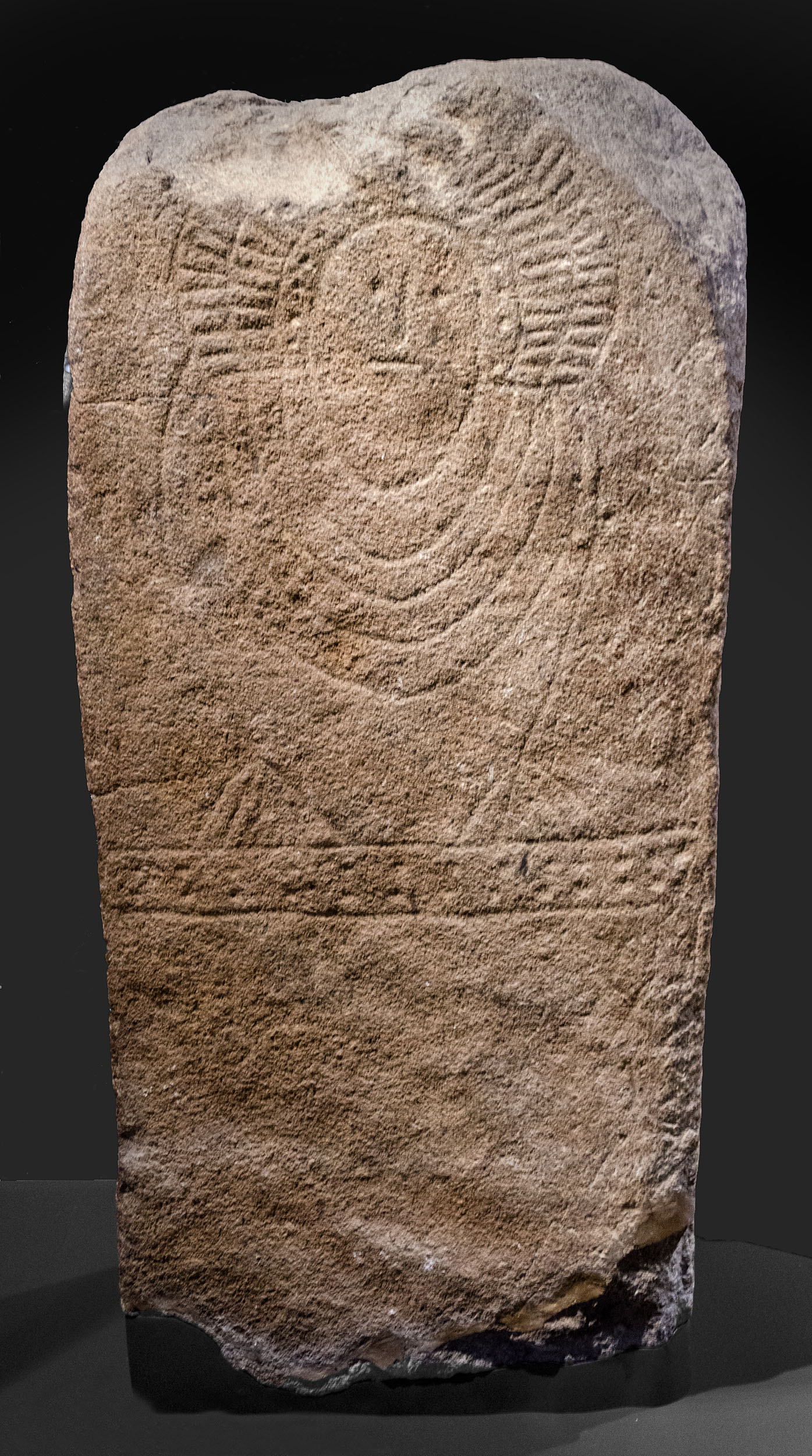
Estela de la Granja del Toriñuelo

Die Estela de la Granja del Toriñuelo („Stele der Toriñuelo-Farm“) ist ein Statuenmenhir (spanisch Estàtua-menhir). Sie stammt aus Jerez de los Caballeros in der Dehesa de la Granja, in der  Provinz Badajoz in der Autonomen Gemeinschaft Extremadura und steht heute im Museo Arqueológico Nacional de España in Madrid. 
Der oben etwas beschädigte Statuenmenhir aus Granit wurde 1914 von José Ramón Mélida (1856–1933) auf dem Bauernhof Granja de Toniñuelo entdeckt. Georg Leisner sah ihn 1934, und kurz darauf wurde er in einer Zeitschrift von Hugo Obermaier abgebildet. Durch Vermittlung des Grafen von Casal wurde die Stele dem Nationalen Archäologischen Museum geschenkt.
Sie ist ein in Größe und Detail auffälliges Stück, deren Gesicht von Ornamenten umgeben ist, die als Diademe bzw. Halsketten interpretiert werden, und deren Taille von einem Gürtel umgeben wird. Anthropomorphe, ikonografische Denkmäler sind charakteristisch für die Bronzezeit im Westen der iberischen Halbinsel. Die Stele unterscheidet sich von den Statuenmenhiren Frankreichs dadurch, dass ihre Kopfpartie nicht skulptiert wurde, sondern als Ritzung auf der ansonsten vergleichbaren Stele aufgebracht wurde, was den äußeren Strahlenkranz um ihr Haupt erst ermöglichte.
Einige Autoren sehen eine Beziehung zu dem Megalithmonument Dolmen Granja auf dem gleichen Bauernhof, dessen Existenz der Grund für Leisners Besuch war. Es gibt jedoch abgesehen von ihrer geografischen Nähe keine Hinweise auf eine Beziehung zwischen der Stele und dem Tholosgrab. Das Grab liegt in einen Hügel mit einem Durchmesser von über 70 Metern. In der Grabkammer konnte man die Existenz von Malereien und Ritzungen nachweisen, die praktisch in ihrer Gesamtheit verschwanden und in denen schlangen- und kreisförmige Motive zu finden waren.
Darüber hinaus gibt es zwei Dolmen in den Gemeinden Valcavado und Palomilla.